# Apirexie
În patologie, apirexia denumește starea definită prin absența febrei în cazul unei boli.
Denumirea provine din cuvântul grec απυρεξια (care provine din "α-", fără, "πυρεσσειν", a avea febră și "πυρ", foc, febră).
De asemenea, termenul se referă la evoluția favorabilă în urma tratamentului cu antitermice.